# Râul Chiua Mare
Râul Chiua Mare este un curs de apă, unul din cele două brațe care formează râul Chiua. 